# Atrophaneura adamsoni
Byasa adamsoni là một loài bướm ngày thuộc họ Papilionidae. Loài này phân bố ở Myanma, Thái Lan, Lào, Campuchia và Việt Nam.

## Hình ảnh

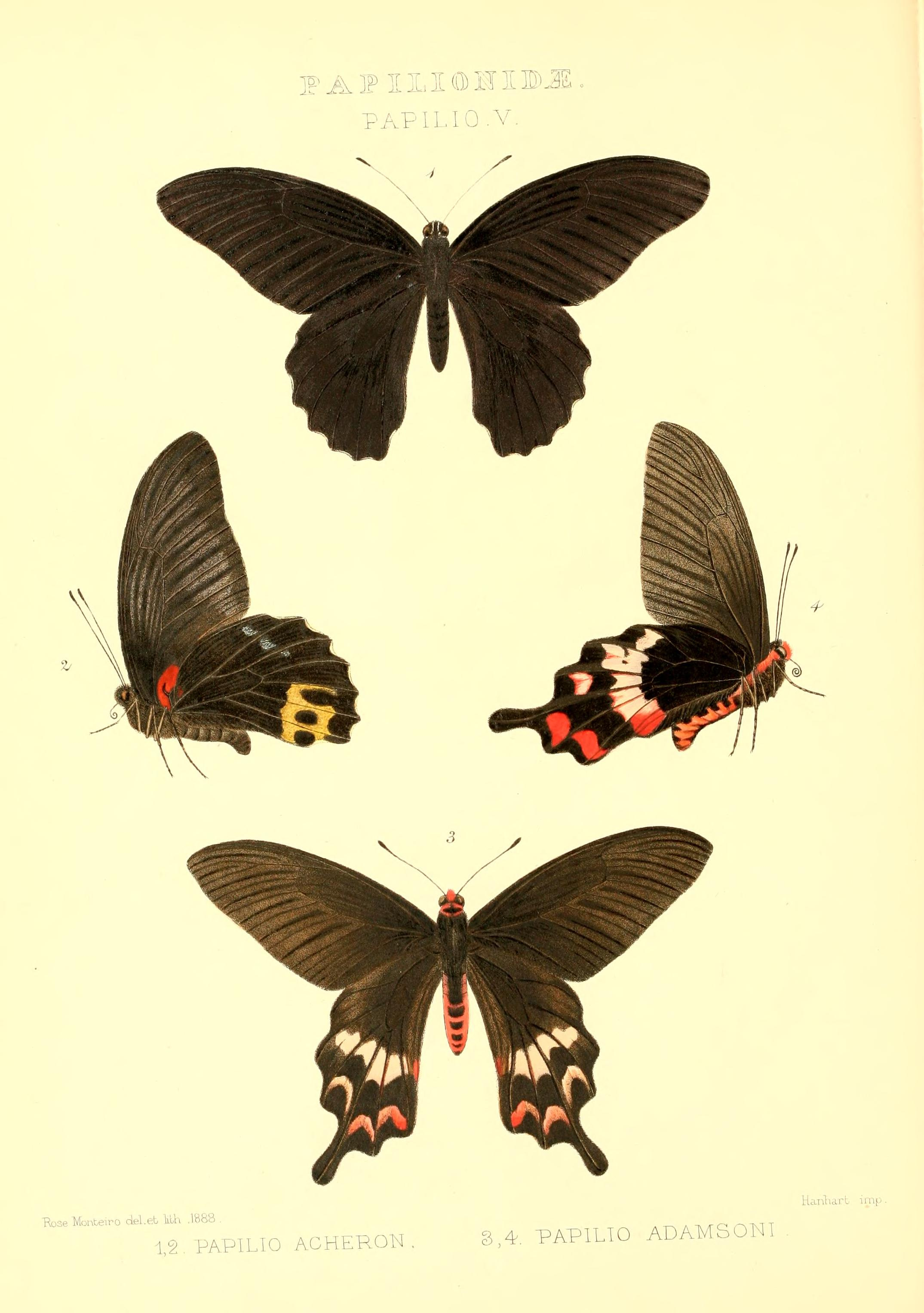